# 韋爾希內占格湖
69°37′58″N 88°58′40″E / 69.63278°N 88.97778°E
韋爾希內占格湖（俄语：Вершины Джангы），是俄羅斯的湖泊，位於該國中部，由克拉斯諾亞爾斯克邊疆區負責管轄，長1.1公里、寬0.4公里，面積15平方公里，湖岸線長度3.3公里。